# Kölpviken
Kölpviken är en sjö i Hudiksvalls kommun i Hälsingland och ingår i Harmångersån-Delångersåns kustområde. Sjön har en area på 0,0221 kvadratkilometer och ligger 1 meter över havet.

## Delavrinningsområde
Kölpviken ingår i det delavrinningsområde (685746-157898) som SMHI kallar för Utloppet av Värsundsfjärdarna. Medelhöjden är 9 meter över havet och ytan är 3,03 kvadratkilometer. Räknas de 3 avrinningsområdena uppströms in blir den ackumulerade arean 22,16 kvadratkilometer. Avrinningsområdets utflöde Kvarnmorabäcken mynnar i havet. Avrinningsområdet består mestadels av skog (82 procent). Avrinningsområdet har 0,46 kvadratkilometer vattenytor vilket ger det en sjöprocent på 15,1 procent.